# Wahiba

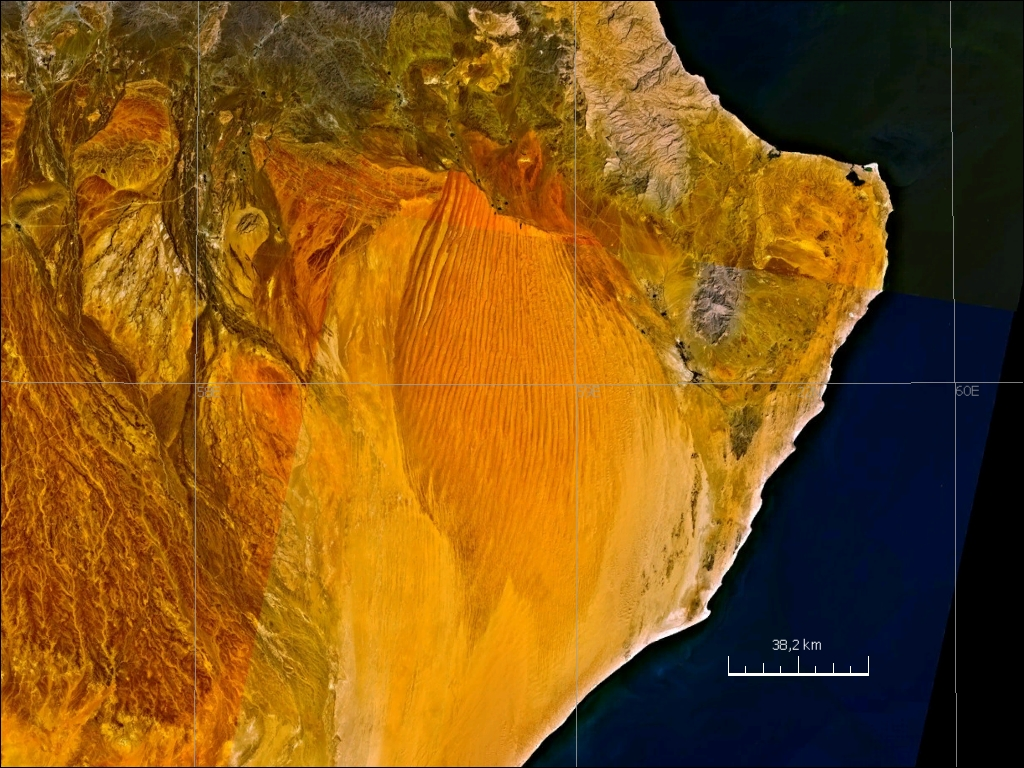
Sandöknen Wahiba i Oman

Sandöknen Wahiba (arabiska Ramlat al-Wahiba), är belägen i regionen asch-Scharqiyya i östra Oman. Öknen är cirka 180 kilometer lång och cirka 80 kilometer bred och består till stor del av långsträckta, upp till 100  meter höga sanddyner. 